# Миссис Дейвис
«Миссис Дейвис» (Миссис Дэвис, англ. Mrs. Davis) — американский фантастический и комедийно-драматический телесериал Тары Эрнандес и Деймона Линделофа. В главной роли — Бетти Гилпин. Премьера состоялась на стриминговой платформе Peacock 20 апреля 2023 года.

## Сюжет
Вера и технологии сталкиваются, когда монашка противостоит искусственному интеллекту.

## В ролях
- Бетти Гилпин — Симоун, монашка, которая сражается с искусственным интеллектом[1]
- Джейк Макдорман — Уайли, бывший парень Симоун, который вместе с ней борется с искусственным интеллектом[1]
- Марго Мартиндейл — настоятельница Симоун[2]
- Энди Маккуин[3]
- Бен Чаплин[3]
- Матильда Олливье — Клара
- Дэвид Аркетт[4]
- Элизабет Марвел[4]
- Крис Диамантопулос[5]
- Эшли Романс[5]
- Катя Херберс[5]

## Эпизоды
| № | Название                                                                              | Режиссёр     | Автор сценария                                                                        | Дата премьеры  |
| - | ------------------------------------------------------------------------------------- | ------------ | ------------------------------------------------------------------------------------- | -------------- |
| 1 | «Мать милосердия: Зов коня» «Mother of Mercy: The Call of the Horse»                  | Оуэн Харрис  | Тара Эрнандес, Деймон Линделоф                                                        | 20 апреля 2023 |
| 2 | «Zwei Sie Piel mit Seitung Sie Wirtschaftung»                                         | Оуэн Харрис  | Тара Эрнандес, Джейсон Лью                                                            | 20 апреля 2023 |
| 3 | «A Baby with Wings, A Sad Boy with Wings and a Great Helmet»                          | Алетеа Джонс | Альберто Ролдан, Деймон Линделоф                                                      | 20 апреля 2023 |
| 4 | «Beautiful Things That Come with Madness»                                             | Алетеа Джонс | Сюжет : Ноэлль Виньяс Телесценарий : Джонни Сан                                       | 20 апреля 2023 |
| 5 | «A Great Place to Drink to Gain Control of Your Drink»                                | Оуэн Харрис  | Надра Видаталла, Джейсон Нинг                                                         | 27 апреля 2023 |
| 6 | «Allison Treasures: A Southern California Story»                                      | Неизвестно   | Ноэлль Виньяс, Альберто Ролдан                                                        | 4 мая 2023     |
| 7 | «Великий Гэтсби: Космическая одиссея 2001 года» «Great Gatsby: 2001: A Space Odyssey» | Фред Туа     | Джейсон Нинг, Джонни Сан                                                              | 11 мая 2023    |
| 8 | «Финальная вставка: Итак, я твоя лошадь» «The Final Intercut: So I'm Your Horse»      | Оуэн Харрис  | Сюжет : Надра Видаталла, Чикира Беннетт Телесценарий : Тара Эрнандес, Деймон Линделоф | 18 мая 2023    |

## Производство
Деймон Линделоф и Тара Эрнандес стали создателями телесериала для Warner Bros. Television стриминговой платформы Peacock. Исполнительными продюсерами и режиссёрами стали Оуэн Харрис и Алитеа Джонс.
Подбор актёров начался в марте 2022 года. Главную роль в телесериале получила Бетти Гилпин и Джейк Макдорман. Позднее к актёрскому составу присоединились Марго Мартиндейл, Энди Маккуин, Бен Чаплин, Дэвид Аркетт и Элизабет Марвел. Уже после начала съёмок стало известно, что в сериале также сыграют Крис Диамантопулос, Эшли Романс и Катя Херберс.
Съёмки прошли летом 2022 года.
Премьера телесериала состоялась 20 апреля 2023 года, когда вышли сразу четыре эпизода. Оставшиеся эпизоды выходили раз в неделю.

## Восприятие
На сайте-агрегаторе Rotten Tomatoes рейтинг телесериала составляет 88 % на основании 33 обзоров критиков со средней оценкой 8,2 из 10. «Консенсус критиков» сформулирован так: «Позитивно бредовая, но подкреплённая осмысленной идеей, „Миссис Дейвис“ создаёт героя современности из Бетти Гилпин в очень творческой смеси духовности и технологий». На сайте-агрегаторе Metacritic рейтинг сериала составляет 78 баллов из 100 на основании 21 рецензии критиков, что соответствует «в целом положительным» отзывам